# Marenzelleria neglecta
Marenzelleria neglecta är en ringmaskart som beskrevs av Sikorski och Bick 2004. Marenzelleria neglecta ingår i släktet Marenzelleria och familjen Spionidae. Arten är reproducerande i Sverige. Inga underarter finns listade i Catalogue of Life.